# Tadema's molen
Tadema’s molen, of Lonjé bij Bolsward is genoemd naar een van de molenaars en werd gebouwd in 1824. De windmolen is een achtkante grondzeiler en de functie is poldermolen. Naast de molen staat de molenaarswoning. Eigenaar is het Wetterskip Fryslân.
Deze molen wordt nog steeds voor de polderbemaling gebruikt. De vijzel kan zowel elektrisch als met windkracht worden aangedreven.